# Порту-Муртинью
Порту-Муртинью (порт. Porto Murtinho) — муниципалитет в Бразилии, входит в штат Мату-Гросу-ду-Сул. Составная часть мезорегиона Пантанайс-Сул-Мату-Гроссенсис. Входит в экономико-статистический микрорегион Байшу-Пантанал. Население составляет 13 691 человек на 2006 год. Занимает площадь 17 734,925 км². Плотность населения — 0,8 чел./км².

## История
Город основан 13 июня 1911 года.

## Статистика
- Валовой внутренний продукт на 2003 год составляет 138 060 985,00 реалов (данные: Бразильский институт географии и статистики).
- Валовой внутренний продукт на душу населения на 2003 год составляет 10 212,37 реалов (данные: Бразильский институт географии и статистики).
- Индекс развития человеческого потенциала на 2000 год составляет 0,698 (данные: Программа развития ООН).